# Памятник Александру Матросову (Московский парк Победы)
Памятник Александру Матросову — бронзовая садово-парковая скульптура в Московском парке Победы. Один из двух памятников Герою Советского Союза Александру Матросову в Санкт-Петербурге. Объект культурного наследия федерального значения.

## История
Впервые ленинградский парк культуры и отдыха был разбит в 1939—1941 годах, но после разрушений Великой Отечественной войны он был заложен повторно 7 октября 1945 года уже как парк Победы — на Сызранском поле, в бывшей прифронтовой полосе. В соответствии с проектом архитекторов Е. И. Катонина и В. Д. Кирхоглани в парке заложена Аллея Героев и сооружён фонтан «Венок славы», от которого проложены две радиальные дороги, завершающиеся бронзовыми памятниками Героям Советского Союза Зое Космодемьянской и Александру Матросову. 
В ходе Великой Отечественной войны 27 февраля 1943 года 2-й батальон 91-й отдельной Сибирской добровольческой бригады атаковал вражеский опорный пункт в деревне Чернушки. Во время боя Александр Матвеевич Матросов совершил подвиг, закрыв своим телом амбразуру дзота, за что посмертно Указом Президиума Верховного Совета СССР от 19 июня 1943 года удостоен звания Героя Советского Союза. 
Фигура Героя Советского Союза Александра Матросова стала дипломной работой скульптора-монументалиста Л. Ю. Эйдлина, окончившего в 1947 году Ленинградский институт живописи, скульптуры и архитектуры. В том же году работу приобрёл Государственный Русский музей. После того как в 1949 году памятник был рекомендован к реализации в металле, на Ленинградском заводе бронзового и чугунного литья «Монументскульптура» изготовлены бронзовые статуи, установленные в 1951 году в Ленинграде и в Уфе. А в 1975 году повторная отливка скульптуры была установлена в городе Галле в ГДР.
Работа Л. Ю. Эйдлина, установленная согласно проекту архитектора В. Д. Кирхоглани, представляет собой стоящую на постаменте бронзовую скульптуру солдата (высотой 2,5 метра) в плаще-палатке и каске, с автоматом наперевес, сжимающего кулаки и грозно вглядывающегося в сторону возможного появления вражеских войск. Ощущение горячего порыва молодого бойца нашло отражение в гармонично построенном объёме. Статуя размещена на двухметровом ступенчатом, квадратном в сечении гранитном постаменте (с широким стилобатом со скошенной верхней частью), на котором укреплены перекрещивающиеся рельефные дубовые и лавровые ветви, украшающие стилизованную бронзовую плиту, изображающую колодку медали «Золотая Звезда». По оценке критиков, в этом монументальном произведении ярко отразилось время — наполненная позитивным пафосом послевоенная эпоха.

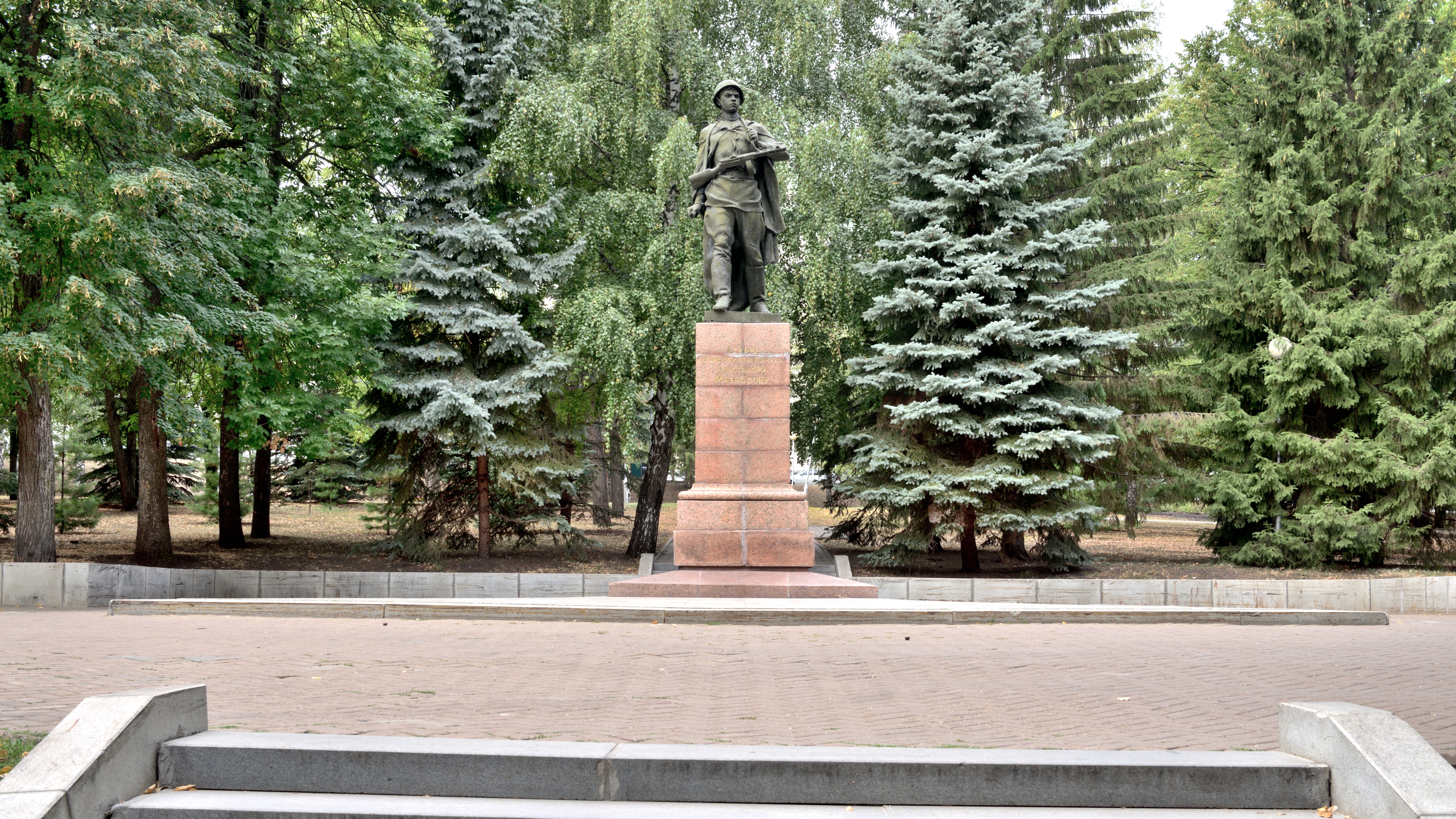
Памятник в Уфе
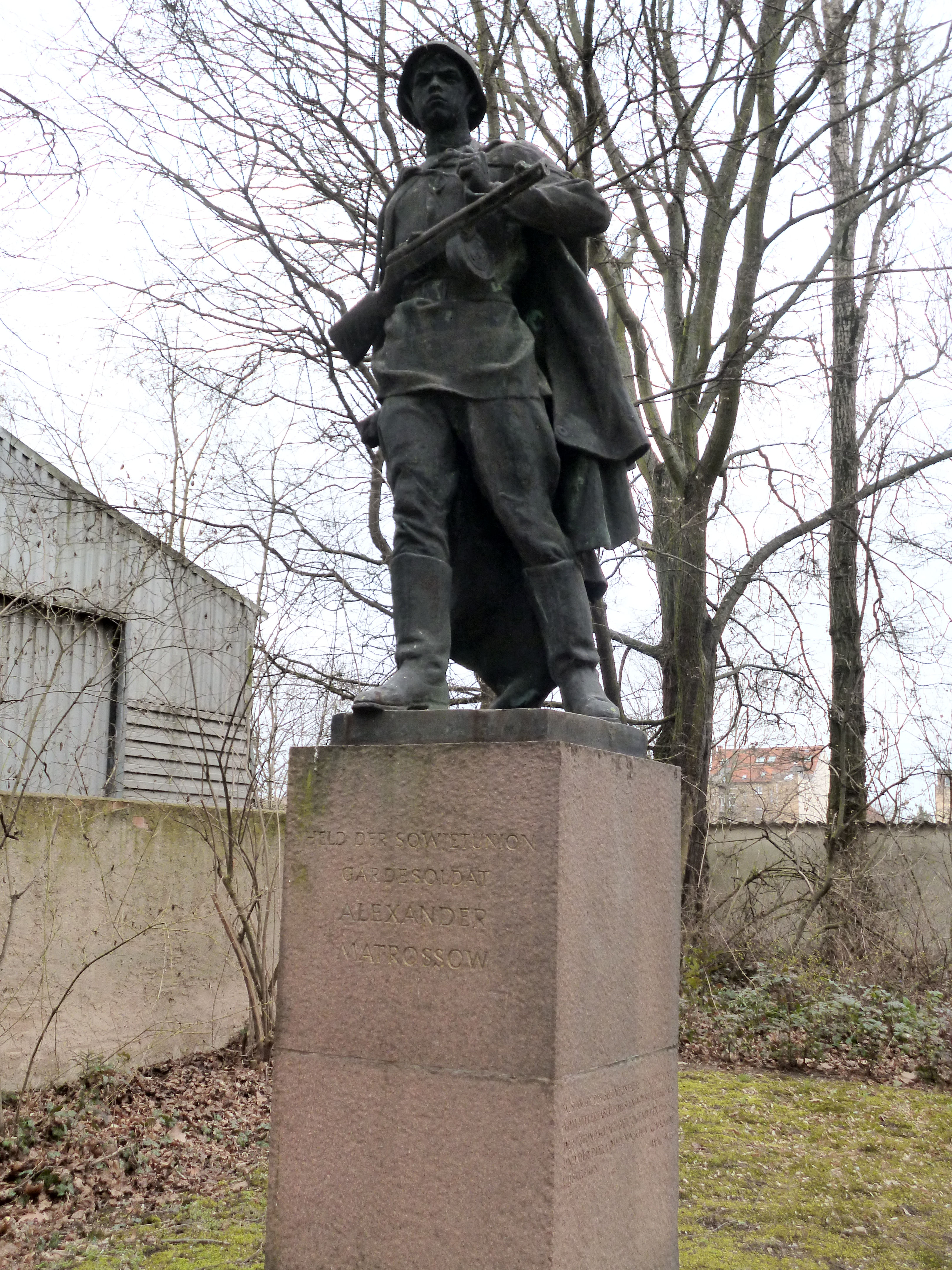
Памятник в Галле